# Visualisierungsprogramm
Visualisierungsprogramme sind Computerprogramme, mit denen man beispielsweise Daten, Informationen oder Ergebnisse visualisieren kann, wobei man unter Visualisierung eine optische Veranschaulichung oder grafische Darstellung versteht. Grundlage ist, dass visuelle Informationen gewisse komplexe Inhalte einfacher vermitteln können als Aneinanderreihungen von Texten und Zahlen. Abhängig vom Programm können verschiedene Diagramme, wie beispielsweise Kreis-, Linien- oder Balkendiagramme, Organigramme, Gantt-Diagramme, Flussdiagramme, Netzpläne, Ursache-Wirkungs-Diagramme, Blockdiagramme etc. erstellt werden. 
Visualisierungen sind wesentlicher Bestandteil von Dashboardanwendungen
Man unterscheidet dabei, je nach Einsatzbereich, unterschiedliche Programme:
Geschäftsgrafiken
- Geschäftsgrafik-Programme, wie Microsoft Visio, ConceptDraw, diagrams.net, Edraw oder Dia (vom GNOME-Projekt). Mit ihnen lassen sich im Allgemeinen Diagramme,  wie z. B. Ursache-Wirkungs-, Fluss-, Balken-, Linien-, Säulen- und Kreisdiagramme, aber auch  Netzpläne erstellen.

Organigramme
- Organigramm-Software dient zum Erstellen von Organigrammen. Mit ihnen lassen sich Daten aus verschiedenen Quellen importieren und visualisieren, wie beispielsweise yEd Graph Editor (Freeware).

Mind-Map
- Mind Map-Software, wie beispielsweise FreeMind, MindManager.

Projektmanagement
- Mit Projektmanagementsoftware kann man im Allgemeinen Netzpläne oder Gantt-Diagramme erstellen. Beispiele für Programme sind: Microsoft Project; InLoox; ConceptDraw Project.

Statistik
- Im Bereich der Statistik, insbesondere im Bereich der deskriptiven Statistik, unterstützt die Statistik-Software mit vielfältigen Möglichkeiten zur Diagrammerstellung und Berechnung von Daten.
- Im Bereich der explorativen Datenanalyse und Statistik wird verstärkt auf die visuelle Datenanalyse gesetzt, um neue Regelmäßigkeiten in den Daten zu entdecken.

Office-Anwendungen
- Textverarbeitungs-Programme, wie Microsoft Word und OpenOffice.org Writer, bieten die Möglichkeit, der Erstellung von unterschiedlichen visuellen Inhalten, wie Tabellen, Organigramme etc.
- Tabellenkalkulations-Programme, wie Microsoft Excel und OpenOffice.org Calc, hier können Rechnungen und Statistiken in Diagramme eingebunden werden.
- Präsentationsprogramme, wie Microsoft PowerPoint und Apache OpenOffice Impress zur Erstellung von visuellen Informationen in Vorträgen.
- Kivio aus dem KOffice-Paket von KDE (Lizenz: GNU-GPL).
- Prezi

Prozessvisualisierung
- Prozessvisualisierung, siehe auch  Benutzerschnittstelle, Mensch-Maschine-Schnittstelle, Human Machine Interface wie WEBfactory 2010 Fa. WEBfactory GmbH, Intouch Fa. Wonderware, Protool Fa. Siemens, WinCC Fa. Siemens, Zenon Software Fa. COPA DATA, PROCON-WIN Fa. GTI-control oder ShowIt Fa. Ing-Büro Bauer GmbH

Gebäudevisualisierung
- Im Rahmen der Gebäudeleittechnik werden Ist- und Soll-Werte der Gebäudeautomatisierung visualisiert. Programme sind u. a. CometVisu, EisBär oder der QuadClient auf dem GIRA HomeServer oder FacilityServer.

Wissenschaftliche Visualisierung
- Wissenschaftliche Visualisierungsprogramme, zum Beispiel das Advanced Visualization System (AVS/Express), Amira, Imaris, COVISE, IBM Data Explorer/OpenDX, DSVR, Iris Explorer, ParaView, SciRun, VISTA oder der Free Software Tulip.

Geoinformationssysteme
- Geoinformationssysteme haben oft ein Visualisierungsmodul implementiert, oder bieten ein Interface zu diesem Zweck an.

Allgemein genommen können Vektorzeichenprogramme wie beispielsweise Inkscape, CorelDRAW, OpenOffice.org-Draw und Adobe Illustrator etc. für technische Diagramme oder Portierung verwendet werden.